# 吉川亜紀子
吉川 亜紀子（よしかわ あきこ、1969年8月13日 - ）は、日本の舞台女優、声優。テアトル・エコー所属。茨城県出身。日本大学芸術学部卒業。

## 出演作品

### 映画
- ヤッターマン（バージンロードの声）

### テレビアニメ
- ガラスの艦隊（イザベル[4]）

### ゲーム
- うるるんクエスト恋遊記（翡翠）

### 吹き替え
- EXPO－爆発物処理班－(ハミルトン（ナディーン・マーシャル）)(WOWOW)
- アリー my Love
- クレイドル・ウィル・ロック（マリオン・デイヴィーズ（グレッチェン・モル））
- スタートレックV 新たなる未知へ
- 24 -TWENTY FOUR-（マリリン・バウアー）
- ブライダル・ウォーズ（オリヴィア・“リヴ”・ラーナー）

### 舞台
- 猪の吉
- おんせん先生
- キメラの山荘
- 小品集
- サンシャイン・ボーズ
- だてうはゆっくりとすなをはむのだ
- 茶柱婦人
- 涙で頬が傷だらけ
- 半変化束恋道中
- もやしの唄
- ら抜きの殺意
- 忘れられランド
- 日本人のへそ
- アドルフに告ぐ
- 僕はダーウィン賞をとりたいと思った[5]